# 順天府

直隷省の順天府の位置（1820年）

順天府（じゅんてんふ）は、中国にかつて存在した府。明代から民国初年にかけて、現在の北京市一帯に設置された。

## 概要
1368年（洪武元年）、明により大都路が北平府と改められた。1370年（洪武3年）、北平に燕王朱棣の王府が置かれた。1403年（永楽元年）、北京に昇格し、北平府は順天府と改称された。順天府は北直隷に属し、直属の大興・宛平・良郷・固安・永清・東安・香河の7県と通州に属する三河・武清・漷・宝坻の4県と覇州に属する文安・大城・保定の3県と涿州に属する房山県と昌平州に属する順義・懐柔・密雲の3県と薊州に属する玉田・豊潤・遵化・平谷の4県、合わせて5州22県を管轄した。
清のとき、順天府は直隷省に属し、大興・宛平・良郷・固安・永清・東安・香河・三河・武清・宝坻・寧河・順義・懐柔・密雲・房山・文安・大城・保定・平谷・通州・昌平州・涿州・覇州・薊州の5州19県を管轄した。
1914年（民国3年）、中華民国により順天府は廃止された。